# SN 2008iq
SN 2008iq – supernowa typu Ia odkryta 30 grudnia 2008 roku w galaktyce A103926+0505. W momencie odkrycia miała maksymalną jasność 18,20m.